# José Gabriel Campos
José Gabriel Campos (Cartagena, 10 settembre 1983) è un attore e comico spagnolo, noto per aver interpretato il ruolo di Onesimo Mirañar nella soap Il segreto (El secreto de Puente Viejo).

## Biografia
José Gabriel Campos è nato il 10 settembre 1983 a Cartagena, in provincia di Murcia (Spagna), e oltre alla recitazione si occupa anche di teatro.

## Carriera
José Gabriel Campos ha studiato alla scuola superiore d'arte drammatica di Murcia. Ha scelto commedia dell'arte per gli studi più approfonditi, formandosi con Antonio Fava presso la scuola Internazionale dell'attore comico, dove ha lavorato come insegnante di tecnica gestuale (2010-2014). Da Antón Valén (Cirque du Soleil) e Carles Castillo (Imprebís) ha ricevuto perfezionamento in clown e improvvisazione, da Gemma Galiana e Matej Matejka (Tsar Theatre) in teatro fisico. Oltre a partecipare a vari progetti drammatici, ha insegnato commedia dell'arte in Italia, in Belgio, in Germania, in Brasile e nelle scuole superiori d'arte drammatica in Spagna. Fa parte dell'unione degli attori della regione di Murcia, parla cinque lingue, è laureato in traduzione e interpretariato presso l'Universitat Jaume I e ha tradotto un libro (Le maschere comiche di Antonio Fava, nel 2010) dal francese allo spagnolo. Ha pubblicato numerosi articoli sulla traduzione e l'interpretazione su riviste specializzate.
Insegna moduli sulla commedia dell'arte e sulla tecnica gestuale presso la scuola dell'attore comico nell'ambito dello stage internazionale di commedia dell'arte; e durante la XXVI e XXVII Stage Internazionale di commedia dell'arte a Reggio Emilia (in Italia) è stato assistente di Fava. Oltre all'insegnante di italiano, ha studiato con Norman Taylor, tra gli altri.

## Filmografia

### Cinema
- Modelo 77, regia di Alberto Rodríguez (2022)

### Televisione
- Il segreto (El secreto de Puente Viejo) – soap opera (2014-2020)
- Heridas – serie TV (2021)

### Cortometraggi
- El B@rbero, regia di Lito Campillo (2018)
- There will be Monsters, regia di Carlota Pereda (2020)
- An Eternity, regia di Lydia Lane (2022)
- Sheila from Accounting, regia di Lydia Lane (2022)

## Teatro
- El bosque de los relatos del mundo, diretto da Alfredo Ávila (2010)
- Le astuzie di Coviello, diretto da Antonio Fava (2010)
- Los dos gemelos venecianos, diretto da Javier González Soler (2012)
- El cocktail de Brighella, diretto da Antonio Fava (2012)
- Los tres cerditos, diretto da Juan Pedro Romera (2013)
- La Cantante Calva, diretto da José Bote (2013)
- Mimus albus comedy, diretto da Antonio Fava (2014)
- El secreto de Puente Viejo: el primer secreto de Francisca y Raimundo, diretto da Juan Carlos Rubio (2014)

## Doppiatori italiani
Nelle versioni in italiano dei suoi film e delle sue serie TV, José Gabriel Campos è stato doppiato da:
- Sacha Pilara[9] ne Il segreto[10]